# 1991 na música
1991 é considerado pela crítica especializada como um dos anos mais produtivos na história da música, não só pela quantidade de discos lançados mas também pelo fato de que estes discos mudaram profundamente o modo como a música vinha sendo feita até então, tendo um impacto muito grande em sua época e nas gerações seguintes até os dias de hoje. Alguns exemplos são os discos: Achtung Baby do U2, Ten do Pearl Jam, Nevermind do Nirvana, Black Album do Metallica, Loveless do My Bloody Valentine e Dangerous de Michael Jackson. Foi também em 1991 que a música eletrónica saiu do underground (onde se difundia e se abria para novas possibilidades) e se consolidou no mainstream. Um dos responsáveis por isto foi o disco Screamadelica da banda britânica Primal Scream, que tornou a Dance Music e o techno mais digeríveis para a crítica (que, naquela época, era um tanto relutante a estes novos movimentos que surgiam).
1991 foi muito importante em especial para o rock alternativo, podendo, este, ser dividido entre pré e pós-1991. Bandas de garagem que procuravam viver independentes da indústria da música antes de 1991 estavam concentradas em pequenos nichos, como: pequenos selos; dentro das faculdades com o college rock; e envolvidas com a cena underground nova-iorquina do No Wave/Noise rock. Havia, também, no Reino Unido, alguns movimentos como a Cena de Manchester. Após 1991, devido à grande qualidade dos discos lançados por essas bandas e a caça que as grandes gravadoras iniciaram em busca da "nova banda de garagem" (o "novo Nirvana") do momento, este gênero ganhou o mainstream. Houve a explosão do Grunge, o lançamento de "Loveless" (marco para o Shoegaze), o Pixies lançou seu último disco e em seguida se dissolveu, R.E.M. lançou seu Out of Time, o Smashing Pumpkins lançou seu disco de estreia, Gish, a banda Blur lançou também seu disco de estreia, Leisure, e foi lançado Screamadelica, da banda britânica Primal Scream, entre muitos outros acontecimentos.

## Álbuns
- 5 de fevereiro - A banda inglesa Queen lança o álbum Innuendo, o último com Freddie Mercury ainda vivo.
- 26 de fevereiro - A banda britânica de Heavy Metal Motörhead lança seu nono álbum, 1916 (álbum), um álbum muito idolatrado por fãs e pela crítica.
- 11 de março - A banda americana R.E.M. lança o álbum Out of Time, que conta com alguns dos maiores sucessos da banda, como "Losing My Religion", "Shiny Happy People" e "Country Feedback".
- 28 de Março - A dupla sueca Roxette lança seu terceiro álbum de estúdio, Joyride. Álbum de maior vendagem da dupla, teve, entre seus singles, as canções "Joyride", "Fading Like a Flower (Every Time You Leave)", "The Big L.", "Spending My Time" e "Church of Your Heart".
- 2 de Abril - Sepultura lança o quinto álbum da carreira, Arise, tornando-se, definitivamente, um sucesso mundial.
- Lançamento do álbum de debuto The Notwist, da banda alemã The Notwist.
- 16 de Abril - O supergrupo grunge Temple of the Dog lança seu primeiro (e único) álbum, autointitulado Temple of the Dog.
- 19 de abril - a dupla brasileira Zezé Di Camargo & Luciano lança seu álbum de estreia: Zezé Di Camargo & Luciano.
- 30 de abril - a banda de rock progressivo Yes lança o álbum Union e o lançamento de turnê mundial na América do Norte, Europa e Japão. É até então uma das maiores formações de integrantes e ex-integrantes da banda de rock (oito ao total) .
- Em junho, a banda alemã Kraftwerk lança o álbum The Mix (Der Mix em Alemão) e, em seguida, faz turnês por toda Europa.
- 11 de junho - a banda estadunidense Skid Row lança seu segundo álbum: Slave to the Grind.
- Em julho, a banda Gipsy Kings lança o álbum Este Mundo.
- Em agosto, a banda portuguesa de rock UHF lança o álbum Comédia Humana. Neste trabalho, verifica-se uma abordagem crítica à guerra do Golfo em 1990.[1]
- 12 de agosto - Lançamento do  quinto álbum da banda americana Metallica, que ficou mais conhecido como Black Album e que trazia sucessos como "Enter Sandman", "Wherever I May Roam" e "The Unforgiven".
- 21 de agosto - A banda americana Pearl Jam lança seu primeiro álbum, o Ten.
- 26 de agosto - A banda Blur lança seu primeiro álbum, Leisure.
- Em setembro, a cantora brasileira Daniela Mercury lança o seu primeiro álbum solo: Daniela Mercury.
- 10 de setembro – a banda britânica Dire Straits, lança seu último álbum de estúdio, On Every Street.
- 17 de setembro - Lançamento mundial dos álbuns Use Your Illusion I e Use Your Illusion II, do Guns N' Roses. Músicas como Live And Let Die, Don't Cry, November Rain, The Garden, Garden Of Eden e Dead Horse fazem parte dos discos.
- 17 de setembro - Mariah Carey lança seu segundo álbum de estúdio, Emotions.
- 23 de setembro - Lançamento do álbum Tudo ao Mesmo Tempo Agora, da banda de rock brasileiro Titãs
- 24 de setembro
  - Lançamento do álbum Nevermind, da banda Nirvana.
  - Lançamento do álbum Blood Sugar Sex Magik, do grupo Red Hot Chili Peppers.
  - Lançamento do álbum Waking Up the Neighbours, do músico Bryan Adams.
- 25 de setembro - Lançamento do álbum Os Grãos, da banda de rock nacional Os Paralamas do Sucesso
- Em setembro, o cantor brasileiro Caetano Veloso lança o álbum Circuladô.
- Lançamento do álbum Várias Variáveis, da banda de rock brasileira Engenheiros do Hawaii.
- 8 de outubro - A banda Soundgarden lança Badmotorfinger, álbum com a voz de Chris Cornell.
- 4 de novembro - A Banda Irlandesa My Bloody Valentine lança seu segundo disco, Loveless, que quase levou à falência de sua gravadora Creation Records. Este disco é um dos marcos do Shoegaze (subgênero do Rock Alternativo) e, ao lado de Nevermind, do Nirvana, é considerado um dos discos mais influentes dos anos 1990.
- 19 de novembro - A banda irlandesa U2 lança seu sétimo álbum de estúdio, Achtung Baby.
- 12 de novembro - Tupac Shakur lança o seu primeiro álbum de estúdio, intitulado 2Pacalypse Now.
- 26 de novembro - Michael Jackson lança seu álbum Dangerous, que é o álbum mais vendido de um artista masculino na década de 1990 e o mais vendido do gênero musical New Jack Swing. Nesse, que é seu 1º álbum sem sua lendária parceria com Quincy Jones, se encontram alguns de seus maiores sucessos, como "Black or White", "Jam" e "Heal the World".
- Lançamento do álbum V, da banda de rock brasileira Legião Urbana.
- 17 de Setembro - Lançamento do álbum No More Tears do cantor britânico Ozzy Osbourne, trazendo sucessos como: "No More Tears", "Mama I'm Coming Home" e "Hellraiser".
- A dupla brasileira Sandy & Junior lança o álbum de estreia, Aniversário do Tatu.

## Singles

### Janeiro
14 de janeiro
- "Innuendo" e "Headlong", canções da banda britânica, Queen;

### Fevereiro
19 de fevereiro
- "Losing My Religion", canção da banda americana, R.E.M.;

### Março
4 de março
- "I'm Going Slightly Mad", canção da banda britânica, Queen;

22 de março
- "Ride the Wild Wind", canção da banda britânica, Queen;

### Maio
6 de maio
- "Shiny Happy People", canção da banda americana, R.E.M.;

### Junho
18 de junho
- "(Everything I Do) I Do It for You", canção do músico canadense, Bryan Adams;

21 de junho
- "You Could Be Mine", canção da banda americana, Guns N' Roses;

### Julho
7 de julho
- "Alive", canção da banda americana, Pearl Jam;

29 de julho
- "Enter Sandman", canção da banda americana, Metallica;

### Agosto
5 de agosto
- "Near Wild Heaven", canção da banda americana, R.E.M.;

28 de agosto
- "The Big L", canção da dupla sueca, Roxette;

### Setembro
4 de setembro
- "Give It Away", canção da banda americana, Red Hot Chili Peppers;

5 de setembro
- "These Are the Days of Our Lives", canção da banda britânica, Queen;

10 de setembro
- "Smells Like Teen Spirit", canção da banda americana, Nirvana;

17 de setembro
- "Don't Cry", canção da banda americana, Guns N' Roses;

### Outubro
9 de outubro
- "Can't Stop This Thing We Started", canção do músico canadense, Bryan Adams;

14 de outubro
- "The Show Must Go On", canção da banda britânica, Queen;

21 de outubro
- "The Fly", canção da banda irlandesa, U2;

28 de outubro
- "The Unforgiven", canção da banda americana, Metallica;

30 de outubro
- "Spending My Time", canção da dupla sueca, Roxette;

### Novembro
4 de novembro
- "Radio Song", canção da banda americana, R.E.M.;

10 de novembro
- "There Will Never Be Another Tonight", canção do músico canadense, Bryan Adams;

11 de novembro
- "Black or White", canção do músico americano, Michael Jackson;

24 de novembro
- "Mysterious Ways", canção da banda irlandesa, U2;

### Dezembro
"O Teatro dos Vampiros", canção da banda brasileira, Legião Urbana;
3 de dezembro
- "Live and Let Die", versão cover da banda americana, Guns N' Roses. Originalmente, é uma canção de Paul McCartney e o grupo Wings, lançada em 1973;

## Shows
- 19 de janeiro - Começa a segunda edição do festival Rock in Rio, que teria, como atrações principais, A-ha, Prince, Debbie Gibson e Guns N' Roses.
- 24 de maio - Começa a Use Your Illusion World Tour, a maior turnê mundial da história do rock, da banda Guns N' Roses, no Alpine Valley Music Theater, em East Troy, nos Estados Unidos
- Acontece o show da banda Skid Row no Wembley Stadium

## Acontecimentos
- Fundação da banda de Heavy Metal brasileira Angra.
- Fundação da banda Timbalada.
- Em setembro, o guitarrista Izzy Stradlin sai da banda Guns N' Roses.
- 24 de novembro - Morrem Freddie Mercury, vocalista do Queen, e Eric Carr, baterista do Kiss.

## Filmes
- Madonna lança o filme Na cama com Madonna, mostrando os bastidores da Blond Ambition Tour.

## Nascimentos
| Data            | Nome               | Profissão                                 | Nacionalidade         | Observações | Ref |
| --------------- | ------------------ | ----------------------------------------- | --------------------- | ----------- | --- |
| 12 de janeiro   | Pixie Lott         | cantora, compositora e atriz              | Reino Unido           |             |     |
| 14 de janeiro   | Pedro Lucas        | Vocal e Guitarra da banda Restart         | Brasil                |             |     |
| 29 de janeiro   | Eloy Casagrande    | baterista do Sepultura                    | Brasil                |             |     |
| 10 de fevereiro | Emma Roberts       | atriz e cantora                           | Estados Unidos        |             |     |
| 14 de fevereiro | Karol G            | cantora e compositora                     | Colômbia              |             |     |
| 17 de fevereiro | Ed Sheeran         | cantor                                    | Reino Unido           |             |     |
| 26 de fevereiro | CL                 | rapper e compositora                      | Coreia do Sul         |             |     |
| 6 de março      | Tyler, The Creator | rapper, compositor                        | Estados Unidos        |             |     |
| 10 de março     | Kenshi Yonezu      | cantor, compositor e produtor músical     | Japão                 |             |     |
| 13 de março     | Luan Santana       | cantor                                    | Brasil                |             |     |
| 29 de março     | Irene              | cantora e atriz, integrante do Red Velvet | Coreia do Sul         |             |     |
| 2 de abril      | Quavo              | rapper                                    | Estados Unidos        |             |     |
| 3 de abril      | Hayley Kiyoko      | cantora, compositora e atriz              | Estados Unidos        |             |     |
| 4 de abril      | Lucas Lucco        | cantor                                    | Brasil                |             |     |
| 7 de abril      | Anne-Marie         | cantora e compositora                     | Reino Unido           |             |     |
| 15 de abril     | Ghostemane         | rapper e compositor                       | Estados Unidos        |             |     |
| 17 de abril     | Samira Efendi      | cantora e compositora                     | Azerbaijão            |             |     |
| 10 de Maio      | Kenny Beats        | produtor músical                          | Estados Unidos        |             |     |
| 15 de maio      | Jed Elliott        | baixista da banda The Struts              | Reino Unido           |             |     |
| 22 de Maio      | Suho               | cantor e ator, líder do grupo EXO         | Coreia do Sul         |             |     |
| 26 de maio      | Hungria Hip Hop    | rapper, compositor, produtor músical      | Brasil                |             |     |
| 12 de junho     | Gabriel Gava       | cantor                                    | Brasil                |             |     |
| 12 de junho     | Jessie Reyez       | cantora, compositora                      | Canadá                |             |     |
| 14 de junho     | Jesy Nelson        | cantora                                   | Reino Unido           |             |     |
| 18 de junho     | Luiza Lian         | cantora                                   | Brasil                |             |     |
| 18 de junho     | Tim Bernardes      | músico                                    | Brasil                |             |     |
| 28 de junho     | Seohyun            | cantora, compositora e atriz              | Coreia do Sul         |             |     |
| 2 de julho      | Burna Boy          | cantor                                    | Nigéria               |             |     |
| 7 de julho      | Alesso             | DJ e Produtor músical                     | Suécia                |             |     |
| 9 de julho      | Mitchel Musso      | ator e músico                             | Estados Unidos        |             |     |
| 3 de julho      | Tomomi Itano       | cantora, atriz e dançarina                | Japão                 |             |     |
| 10 de julho     | Atsuko Maeda       | cantora e atriz                           | Japão                 |             |     |
| 9 de agosto     | Heize              | cantora, compositora e rapper             | Coreia do Sul         |             |     |
| 16 de agosto    | Young Thug         | rapper                                    | Estados Unidos        |             |     |
| 26 de agosto    | Alok               | DJ e Produtor Músical                     | Brasil                |             |     |
| 26 de agosto    | Bhaskar            | DJ e Produtor Músical                     | Brasil                |             |     |
| 28 de agosto    | Kyle Massey        | ator e cantor                             | Estados Unidos        |             |     |
| 28 de agosto    | Thomas             | baterista da banda Restart                | Brasil                |             |     |
| 1 de setembro   | Jaymes Young       | Cantor e compositor                       | Estados Unidos        |             |     |
| 11 de setembro  | Kygo               | DJ e Produtor Músical                     | Noruega               |             |     |
| 23 de setembro  | Key                | cantor, integrante do SHINee              | Coreia do Sul         |             |     |
| 4 de outubro    | Leigh-Anne Pinnock | cantora                                   | Reino Unido           |             |     |
| 7 de outubro    | Zhang Yixing       | ator e cantor, integrante do grupo EXO.   | China                 |             |     |
| 10 de outubro   | Lali Espósito      | cantora                                   | Argentina             |             |     |
| 17 de outubro   | Brenda Asnicar     | atriz e cantora                           | Argentina Reino Unido |             |     |
| 14 de novembro  | Gallant            | cantor e compositor                       | Estados Unidos        |             |     |
| 24 de novembro  | Arlindo Neto       | cantor e instrumentista                   | Brasil                |             |     |
| 2 de dezembro   | Charlie Puth       | Cantor, Compositor e Produtor Musical     | Estados Unidos        |             |     |
| 9 de dezembro   | Eli Soares         | cantor                                    | Brasil                |             |     |
| 9 de dezembro   | Minho              | cantor e ator, integrante do SHINee       | Coreia do Sul         |             |     |
| 11 de dezembro  | Anna Bergendahl    | cantora e compositora                     | Suécia                |             |     |
| 14 de dezembro  | Offset             | rapper e compositor                       | Estados Unidos        |             |     |
| 22 de dezembro  | DaBaby             | rapper e compositor                       | Estados Unidos        |             |     |
| 24 de dezembro  | Louis Tomlinson    | cantor e compositor                       | Reino Unido           |             |     |

## Mortes
| Data           | Nome             | Profissão                           | Nacionalidade  | Observações | Ref |
| -------------- | ---------------- | ----------------------------------- | -------------- | ----------- | --- |
| 8 de janeiro   | Steve Clark      | guitarrista da banda Def Leppard    | Inglaterra     | n. 1960     |     |
| 2 de março     | Serge Gainsbourg | músico, cantor e compositor         | França         | n. 1928     |     |
| 14 de março    | Doc Pomus        | compositor                          | Estados Unidos | n. 1925     |     |
| 21 de março    | Leo Fender       | construtor de guitarras             | Estados Unidos | n. 1909     |     |
| 8 de abril     | Per Yngve Ohlin  | vocalista                           | Suécia         | n. 1969     |     |
| 20 de abril    | Steve Marriott   | vocalista, compositor e guitarrista | Inglaterra     | n. 1947     |     |
| 29 de abril    | Gonzaguinha      | cantor e compositor                 | Brasil         | n. 1945     |     |
| 28 de setembro | Miles Davis      | compositor e trompetista            | Estados Unidos | n. 1926     |     |
| 16 de outubro  | Ole Beich        | guitarrista e baixista              | Dinamarca      | n. 1955     |     |
| 24 de novembro | Freddie Mercury  | vocalista                           | Zanzibar       | n. 1946     |     |
| 24 de novembro | Eric Carr        | baterista                           | Estados Unidos | n 1950      |     |